# Daniel Braaten
Daniel Omoya Braaten (Oslo, 25 mei 1982) is een Noorse oud-voetballer. Hij speelde voor Skeid Oslo, Rosenborg BK in zijn geboorteland, voor Bolton Wanderers in Engeland en voor FC Kopenhagen. Met Rosenborg werd hij landskampioen van Noorwegen in 2004 en 2006. Braaten werd in de zomer van 2008 getransfereerd van Bolton Wanderers naar Toulouse.

## Interlandcarrière
Braaten maakte zijn debuut voor de nationale ploeg van Noorwegen op 25 januari 2004 in de vriendschappelijke wedstrijd tegen Honduras (3-1) in Hongkong. Hij viel in dat duel na 89 minuten in voor aanvoerder Håvard Flo. De andere debutant in de ploeg van bondscoach Åge Hareide was Rune Johansen (Hamarkameratene), die eveneens in de tweede helft inviel.

## Erelijst
Rosenborg BK
- Noors landskampioen

2004, 2006